# Guillaume de Saint-Thierry
Guillaume de Saint-Thierry (Guillelmus Sancti Theodorici), né vers 1085 à Liège et mort le 8 septembre 1148 à l'abbaye de Signy, est un moine cistercien, théologien de la vie monastique et mystique du XIIe siècle. Abbé bénédictin de Saint-Thierry il renonca à sa charge pour devenir simple moine cistercien à Signy. Ami de saint Bernard il est considéré comme bienheureux par les cisterciens et est liturgiquement commémoré le 8 septembre.

## Biographie
Guillaume naît à Liège vers 1085 dans une famille de la noblesse. Il étudie les arts libéraux dans une école cathédrale, sous la direction de l'écolâtre Anselme de Laon. Entré à l'abbaye bénédictine Saint-Thierry près de Reims en 1113, avec son frère Simon, Guillaume rencontre Bernard de Clairvaux pour la première fois en 1119 ou 1120. Il naît entre les deux hommes une profonde amitié, qui durera toute la vie. Guillaume souhaite vivre avec saint Bernard à Clairvaux, et entrer dans l'ordre cistercien, mais Bernard estime que son devoir est de diriger les âmes que la providence lui a confiées. En 1121, Guillaume est élu abbé de son abbaye, près de Reims. C'est là qu'il compose ses deux premiers traités : De contemplando Deo (De la contemplation de Dieu) et  De natura et dignitate amoris (De la nature et de la dignité de l'amour) en 1121-1124,.
De 1128 à 1135, Guillaume compile plusieurs traités et commentaires, et tente de synthétiser la théologie et le mysticisme du christianisme oriental et occidental. Il s'inspire de la doctrine de saint Augustin, Origène, Grégoire de Nysse, mais également de l'enseignement du philosophe Plotin. Les Meditativae Orationes (Oraisons méditatives) de Guillaume expriment des préoccupations spirituelles d'une intensité comparable à celle de saint Augustin dans les Confessions. Au premier chapitre général des bénédictins en 1132, à Saint-Médard près de Soissons, Guillaume suggère de sages résolutions. Aspirant à une vie plus contemplative, il renonce à son titre et rang d'abbé bénédictin en 1135, et est admis comme cistercien à  l'abbaye de Signy dans les Ardennes. Il y restera jusqu'à sa mort en 1148.
En 1140, il tombe par hasard sur un livre au sujet de la doctrine de Pierre Abélard. Il compose alors une lettre incendiaire, ainsi qu'un mémoire dirigé contre le philosophe. Ce mémoire, intitulé Disputatio adversus Petrum Abælardum (Dispute contre Pierre Abélard), contribuera à la condamnation d'Abélard au concile de Sens. Il s'intéresse également au problème de la foi dans le Speculum fidei ('Miroir de la foi') et le Aenigma fidei ('Énigme de la foi'). En 1144, il séjourne à la chartreuse du Mont-Dieu dans la forêt d'Ardenne et laisse une lettre, l’Epistola ad fratres de Monte Dei ('Lettre aux frères du Mont-Dieu'), une apologie de la vie monastique en solitaire surnommée aussi « Lettre d'or». Guillaume meurt le 8 septembre 1148.

## Doctrine
Dans une doctrine fondée sur le mysticisme, Guillaume propose que l'âme, bien qu'étrangère à Dieu, est aussi capable de connaître un « retour » mystique à son origine divine pendant son existence terrestre, par paliers successifs. L'homme est ainsi progressivement libéré des obstacles matériels et temporels, pour finalement poursuivre une expérience de Dieu à travers un processus de réminiscence, de conscience et d'amour.

« Voici toute la perfection des saints : la ressemblance divine. Or, refuser d’être parfait, c’est faillir. C’est pourquoi il faut sans cesse, en vue de cette perfection, entretenir la volonté, cultiver l’amour ; empêcher la volonté de se disperser sur des réalités étrangères ; veiller sur l’amour, de peur qu’il ne se flétrisse. C’est pour cela seul que nous avons été créés et que nous vivons : pour être semblables à Dieu car c’est à l’image de Dieu que nous avons été créés (cf. Gn 1,26). »

— Guillaume de Saint-Thierry, Lettre aux frères du Mont Dieu, 258-259.

## Liste des œuvres
D'après la Patrologia Latina (1890) de Migne :
- Epistola ad fratres de Monte Dei de vita solitaria (Epistola aurea)
- Meditativae Orationes
- De contemplando Deo
- De natura et dignitate divini amoris
- Disputatio adversus Petrum Abælardum
- Disputatio catholicorum Patrum adversus dogmata Petri Abælardi
- De erroribus Guillelmi de Conchis
- De sacramento altaris
- Speculum fidei
- Aenigma fidei
- Brevis commentatio in priora duo capita Cantici cantic.
- Commentarius in Cantica canticorum e Scriptis Ambrosii collectus
- Excerpta in libris S. Gregorii papæ super Cantica canticorum
- Expositio altera super Cantica canticerum
- Expositio in Epistolam ad Romanos
- De natura corporis et animae
- Vita S. Bernardi

## Éditions en latin
- Patrologia Latina (1890), Jacques Paul Migne, vol. 180, p. 205-727. [lire en ligne]

## Éditions en français
- Meditativae Orationes, éd. M.-M. Davy, Vrin, Paris, 1934
- Lettre aux frères du Mont-Dieu, éd. M.-M. Davy, Vrin, Paris, 1946
- Commentaire sur le Cantique des Cantiques, éd. M-M. Davy, Vrin, Paris, 1958
- Deux traités sur la foi: Le miroir de la foi; L’énigme de la foi, éd. M.-M. Davy. Vrin, Paris, 1959
- La Contemplation de Dieu, éd. Dom Jacques Hourlier, Éditions du Cerf, 1959. Nouvelle éd. 1976, 164 p.  (ISBN 978-2-2040-6244-2)
- Exposé sur le Cantique des Cantiques éd. J.-M. Déchanet & Maurice Dumontier, éditions du Cerf, 1962. Nouvelle éd. 2007, 420 p.  (ISBN 978-2-2040-8464-2)
- Lettre aux frères du Mont-Dieu, éd. Jean Déchanet, éditions du Cerf, 1975
- Le Miroir de la foi, éd. Jean Déchanet, éditions du Cerf, 1982
- Oraisons méditatives, éd. Dom Jacques Hourlier, éditions du Cerf, 1986, 282 p.  (ISBN 978-2-2040-2509-6)
- De la nature du corps et de l'âme, éd. Michel Lemoine, Les Belles Lettres, 1988
- Guillaume de Saint Thierry, textes choisis par Nicolas Blanc, éd. Artège, Perpignan, 2010
- Exposé sur l'Épître aux Romains, éd. Yves-Anselme Baudelet (coll. « Sources chrétiennes »), Paris, éditions du Cerf, t. I (livres I-III), 2011 ; t. II (livres IV-VII), 2014
- De la contemplation de Dieu, trad. et intro. par Sr Pascale-Dominique Nau, Rome, 2013